# China del Norte (continente)

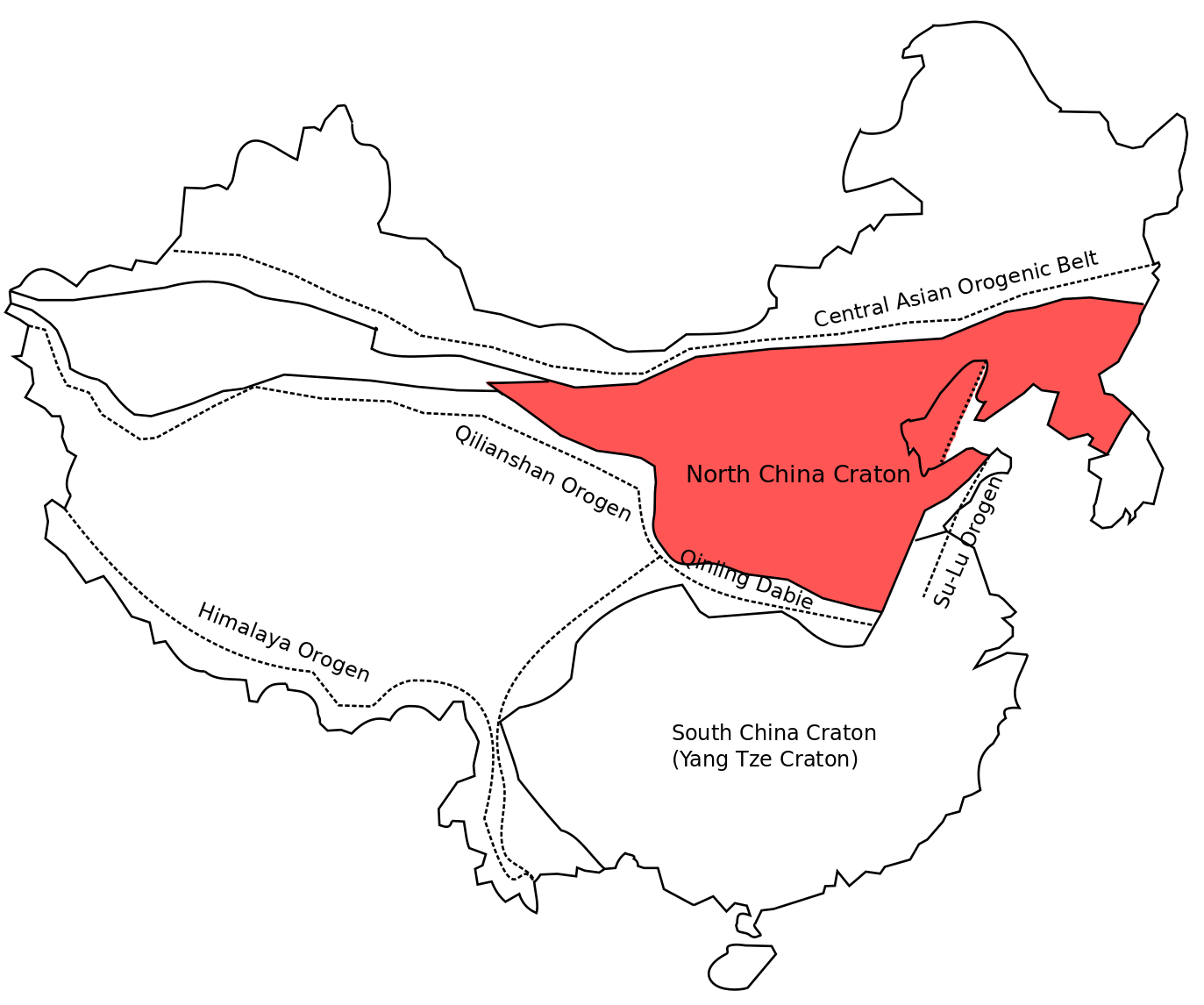
Elementos tectónicos que rodean el cratón de China del Norte. El cratón de China del Norte cubre un área de alrededor de 1,7 x 106 km² en el noreste de China, Mongolia Interior, el Mar Amarillo y Corea del Norte. Editado de Kusky, 2007 y Zhao et al., 2005

El continente de China del Norte, también conocido como cratón de China del Norte, fue un antiguo continente (por su tamaño, podemos decir que un microcontinente) y actualmente es uno de los cratones más pequeños de la Tierra. Antes del Silúrico, los continentes de China del Norte y China del Sur formaban parte del supercontinente de Gondwana. Al final del Silúrico, estos dos continentes se desgajaron de Gondwana y comenzaron a dirigirse hacia el norte a través del océano Proto-Tetis, cerrando este antiguo océano y abriendo desde el sur el océano Paleo-Tetis. Durante la mayor parte del Paleozoico se encontraba en el extremo norte de la Tierra hasta que en el Triásico colisionó con Siberia durante la última etapa de formación de Pangea.
Actualmente, el cratón de China del Norte se compone de varios bloques principales que han sido fuertemente inclinados y plegados como consecuencia de la colisión con otras masas de tierra continentales. Abarca una superficie total de alrededor de 1,7 millones de km² en el noreste de China, la mayor parte de Corea y la parte meridional de Mongolia. Tiene una forma muy semejante a un embudo, con un largo eje este-oeste en la parte occidental y dos ejes más cortos perpendiculares a la mitad oriental.
Los principales bloques del cratón son el oriental, el central y el occidental. El bloque oriental se compone principalmente llanura del norte de China, una de las zonas rurales más fértiles y densamente pobladas del mundo. El bloque central se extiende desde el oeste de Liaoning a través de Pekín y hacia el oeste de Henan y contiene principalmente rocas ígneas de la Era Paleoproterozoica. El bloque occidental se extiende al oeste de esta región a través de Shanxi, Shaanxi, Mongolia Interior y el norte de Gansu. Este bloque es la parte del cratón más antigua y estable del cratón y contiene algunas de las rocas más antiguas y valiosas mineralógicamente de Asia, sobre todo en Mongolia Interior, donde se encuentran enormes depósitos de carbón y mineral de hierro. 
El bloque oriental es un cratón inusual en el sentido de que se ve afectado por un adelgazamiento de la corteza terrestre que comenzó en el Mesozoico y que ha reducido el grosor de la corteza desde 200 km a menos de 80 km. Se cree que es debido a los altos flujos de calor dentro de las placas (en especial en la placa del Pacífico) en torno al cratón de China del Norte. La corteza más profunda se cree que han sido sustituida durante el Mesozoico como resultado de una gran pluma del manto producida por el afecto de otros bloques continentales vecinos. En las montañas Changbai y Shandong ha habido un amplio vulcanismo en el Cenozoico.